# 王騫
王 騫（おう けん、474年 - 522年）は、南朝斉から梁にかけての政治家。もとの名は玄成。字は思寂。本貫は琅邪郡臨沂県。

## 経歴
王倹の子として生まれた。玄成という名が南朝斉の高帝蕭道成の偏諱を犯していたため、騫と改名した。公子として員外郎を初任とし、太子洗馬に転じた。父の南昌県公の封号を嗣ぎ、義興郡太守として出向した。召還されて驃騎諮議となり、黄門郎・司徒右長史に累進した。永元末年、侍中に任じられたが、受けなかった。蕭衍が建康を占領すると、王騫は大司馬諮議参軍として召された。まもなく侍中となり、越騎校尉を兼ねた。
蕭衍が南朝梁を建国すると、王騫は南昌県侯に降封され、度支尚書に転じた。天監4年（505年）、東陽郡太守として出向し、まもなく呉郡太守に転じた。天監8年（509年）、召還されて太府卿となり、後軍将軍を兼ね、太常卿に転じた。天監11年（512年）、中書令となり、員外散騎常侍の位を加えられた。
ときに蕭衍が鍾山に大愛敬寺を造営するにあたって、王騫が寺のそばに荘園を持っていたため、蕭衍は勅使を派遣して売却を求めた。王騫は「この田は売りません。もし勅命によって取ろうというなら、あえて言うところではありませんが」と答えた。蕭衍は怒って、市評による田価を押しつけて、強制的に荘園を接収した。勅命にさからった罪により、呉興郡太守に左遷された。郡にあっては病に伏せって政務をみなかった。召還されて再び度支尚書となり、給事中の位を加えられ、射声校尉を兼ねた。母の喪のため職を去った。
普通3年（522年）10月、死去した。享年は49。侍中・金紫光禄大夫の位を追贈された。諡は安といった。

## 子女
- 王規
- 王霊賓

## 伝記資料
- 『梁書』巻7 列伝第1 皇后
- 『南史』巻22 列伝第12